# Cthulhu (Gumshoe)
Pour les articles homonymes, voir Cthulhu (homonymie).

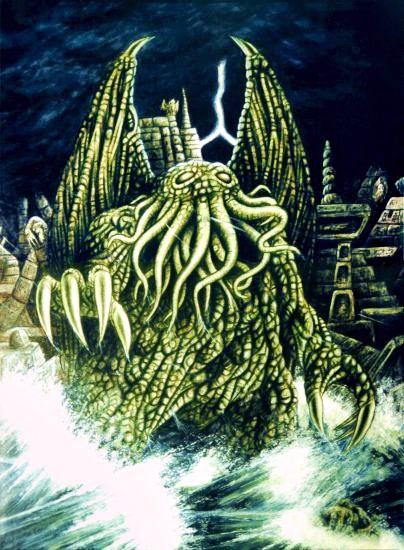
Cthulhu et R'lyeh

Cthulhu (titre original : Trail of Cthulhu) est un jeu de rôle d'horreur contemporaine créé par Kenneth Hite (en) et Robin D. Laws (en) et utilisant le système Gumshoe. Il a été publié en 2008 par Pelgrane Press (en), et la même année en français par Le 7e Cercle. Il met en scène le mythe de Cthulhu.